# Rio Ana Chaves
O rio Ana Chaves é um curso de água do arquipélago de São Tomé e Príncipe, localizado no distrito de Caué, ilha de São Tomé. Este curso de água corre para oeste até encontrar o rio Ió Grande, de que é afluente.
Recebe o nome da influente nobre judia luso-santomense Ana Chaves.